# 기 랄리베르테

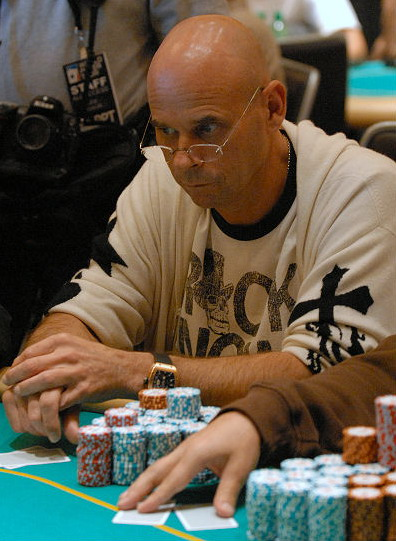
기 랄리베르테

기 랄리베르테(Guy Laliberté, 1959년 9월 2일 ~ )는 캐나다의 거리 공연자, 사업가이다. 엔터테인먼트 그룹 '태양의 서커스'의 창시자로 현재는 최고 경영자이다. 2004년에 캐나다 훈장을 수상했으며, 2006년에는 언스트 엔 영 선정 '올해의 사업가'에 올랐다.
또한 2007년부터 포커 선수로 활동하며 월드 포커 투어 및 월드 시리즈 오브 포커 등에 출전했으며, 2009년 캐나다 최초로 우주여행을 다녀온 사람이 되었다.